# Fusarium ciliatum
Fusarium ciliatum är en svampart som beskrevs av Link 1825. Fusarium ciliatum ingår i släktet Fusarium och familjen Nectriaceae.   Inga underarter finns listade i Catalogue of Life.